# Quercus rolfsii
Quercus rolfsii là một loài thực vật có hoa trong họ Cử. Loài này được Small miêu tả khoa học đầu tiên năm 1905.